# Ukrainiens de Moldavie
Pour un article plus général, voir Diaspora ukrainienne.
Les Ukrainiens sont l'une des minorités de Moldavie.
Selon le recensement de 2014, de 181 035 personnes s'identifient comme ukrainiennes dans le pays, soit 6,45 % de la population.
Les Ukrainiens de Moldavie habitent surtout dans le nord et de l'est du pays ainsi que dans les grandes villes (Chișinău, Bălți, Tiraspol et Bender-Tighina) et en Transnistrie. Comme les Russes de Moldavie, ils descendent des colons qui ont été installés en Bessarabie par l'Empire russe entre 1812 et 1914 (Gouvernement de Bessarabie),, et par l'URSS entre 1945 et 1991 (République socialiste soviétique de Moldavie) à la place des autochtones déportés,,.

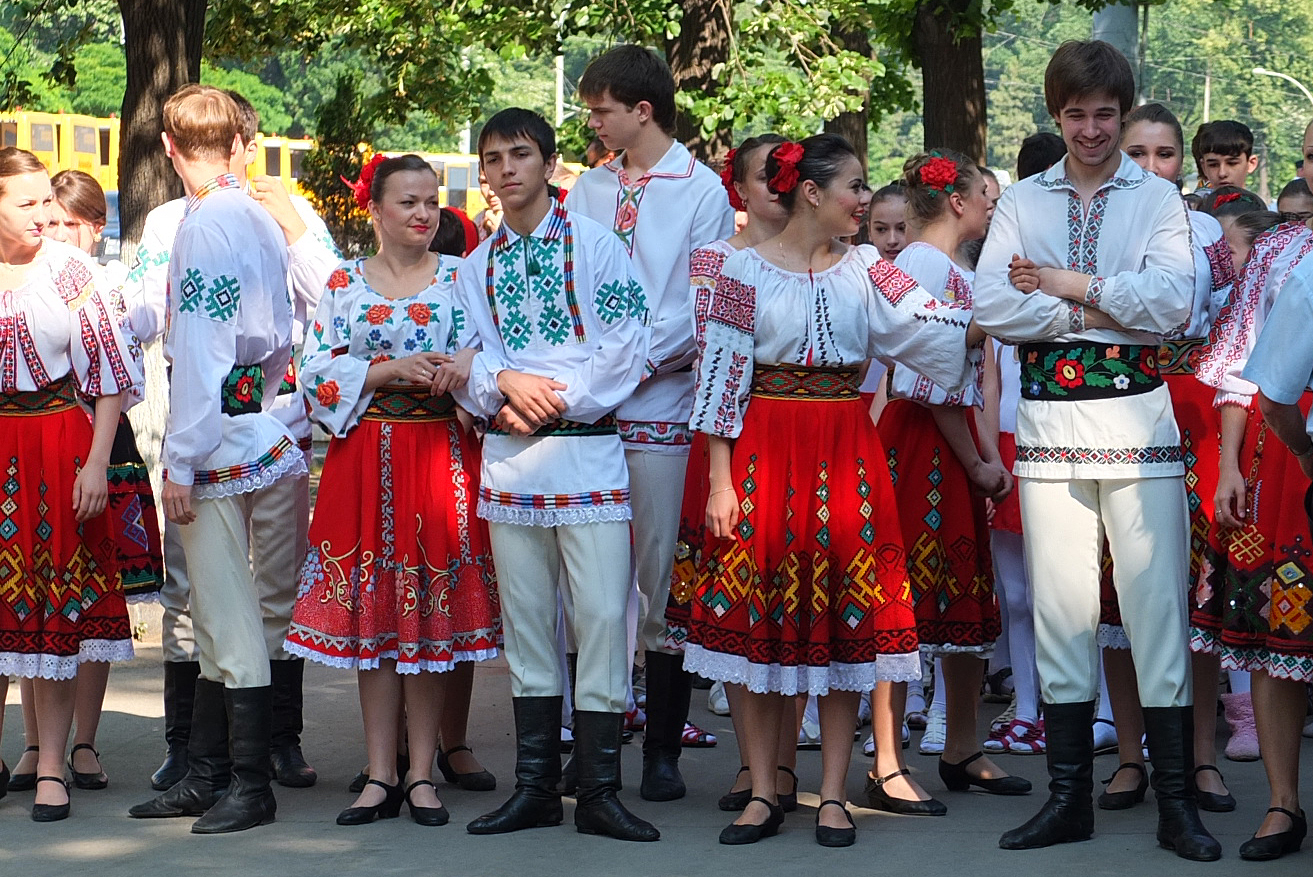
Costumes folkloriques moldo-ukrainiens à Chișinău pour la Journée internationale des droits de l'enfant.